# Amazona de pit vinós
L'amazona de pit vinós (Amazona vinacea) és una espècie d'ocell de la família dels psitàcids que habita els boscos del sud-est del Brasil, est del Paraguai i nord-est de l'Argentina.